# Belvedere Ostrense
Belvedere Ostrense település Olaszországban, Marche régióban, Ancona megyében. Lakosainak száma 2093 fő (2023. január 1.). Belvedere Ostrense Castelplanio, Maiolati Spontini, Montecarotto, Morro d'Alba, Ostra, Poggio San Marcello, San Marcello és Senigallia községekkel határos.

## Népesség
A település népességének változása:
| Lakosok száma | 2209 | 2203 | 2093 |
|               | 2017 | 2018 | 2023 |